# 愛するとき、愛されるとき
『愛するとき、愛されるとき』（あいするとき、あいされるとき）は、2010年10月9日公開の日本映画。
『Love and Eros CINEMA COLLECTION』の『お前の母ちゃんBitch!』『老人の恋 紙の力士』に続く参加作品第3弾。テアトル新宿で1週間限定上映。監督はテレビドキュメンタリー映画の演出を手がけている瀬々敬久。出演は江澤翠、河合龍之介。
本編のDVDは2011年7月21日に発売。

## ストーリー
ブログ「魔法使いゆこりん」のブロガーの一面も持つ、一見平凡な事務員の佑子。妹を助けるため犯人らしき男に野外でHな写真を撮られるがいつしかそれが快感になっていく。

## キャスト
- 佐藤佑子 - 江澤翠
- 石井りゅうじ - 河合龍之介
- 佐藤なお、佑子の妹 - 晶エリー
- 志賀廣太郎
- 吉岡睦雄
- 伊藤猛

## スタッフ
- 監督 - 瀬々敬久
- 脚本 - 佐藤有記、瀬々敬久
- 助監督 - 海野敦、横岡武志
- 撮影 - 鍋島淳裕
- 録音 - 山口勉、豊田晃司
- スチール - 利倉亮
- プロデューサー - 江尻健司
- アシスタントプロデューサー - 酒井識人
- 協力 - SISLEY
- 企画 - 利倉亮
- 製作 - レジェンド・ピクチャーズ
- 配給 - アルゴ・ピクチャーズ